# Thomas Albiez
Thomas Edwin Albiez (* 4. Juli 1957 in Ibach, Baden-Württemberg, Deutschland) ist ein deutscher Automobilkonstrukteur.

## Leben
Albiez war als selbständiger Elektromeister und Betriebswirt in seinem Heimatort Ibach tätig und gründete 1990 mit mehreren Partnern die Hotzenblitz Mobile, deren Geschäftsführer er wurde. Das Unternehmen entwickelte das Batterie-Elektrofahrzeug Hotzenblitz.
In seiner Jugend leitete Thomas Albiez sieben Jahre die Jugendgruppe und war zwölf Jahre lang 1. Vorsitzender des Skiklub Ibach und weitere sechs Jahre als Sportwart Alpin und zweiter Vorstand tätig. Thomas Albiez war 10 Jahre Gemeinderat. Thomas Albiez war auch mehrere Jahre Pfarrgemeinderat in katholischer Kirche. Über 27 Jahre war Thomas Albiez in Bergwacht Hotzenwald auch als Ausbilder tätig.
Albiez lebt heute in Villach, Kärnten.